# Mata Roma
Mata Roma est une municipalité brésilienne située dans l'État du Maranhão.